# Stazione di Minenobu
La stazione di Minenobu (峰延駅?, Minenobu-eki) è una stazione della città di Bibai situata sulla linea principale Hakodate e gestita da JR Hokkaido.

## Struttura
La stazione è dotata di due binari con due marciapiedi laterali.
| 1 | ■Linea principale Hakodate | per Iwamizawa, Sapporo e Otaru     |
| 2 | ■Linea principale Hakodate | per Takikawa, Fukagawa e Asahikawa |

## Stazioni adiacenti
| «                         | Servizio                  | »                         |
| Linea principale Hakodate | Linea principale Hakodate | Linea principale Hakodate |
| ------------------------- | ------------------------- | ------------------------- |
| Iwamizawa                 | Tutti i treni             | Kōshunai                  |